# Hans Henkemans
Hans Henkemans (* 23. Dezember 1913 in Den Haag/Provinz Zuid-Holland; † 29. Dezember 1995 in Nieuwegein/Provinz Utrecht) war ein niederländischer Pianist, Komponist und Psychotherapeut.

## Leben
Henkemans war von 1926 bis 1931 Klavier- und Kompositionsschüler von Bernard van den Sigtenhorst Meyer. Ab 1931 studierte er Medizin, und daneben setzte er von 1933 bis 1938 seine Kompositionsausbildung bei Willem Pijper fort. Nach dem Ende des Zweiten Weltkrieges debütierte er im Dezember 1945 als Komponist und Pianist im Concertgebouw, wo er mit dem Concertgebouw-Orchester unter der Leitung von Eduard van Beinum eigene Werke spielte. 
Dies war der Beginn einer mehr als zwanzig Jahre dauernden Laufbahn als Konzertpianist. Im Mittelpunkt seines Repertoires standen die Klavierkompositionen von Claude Debussy, dessen gesamtes Klavierwerk er aufnahm, und von Wolfgang Amadeus Mozart. Daneben war er auch anerkannt als Interpret der Werke Ludwig van Beethovens und Maurice Ravels. Er gab Konzerte in den Niederlanden und im Ausland – mehrfach auch bei den Salzburger Festspielen – und trat unter der Leitung von Dirigenten wie Otto Klemperer, Carlo Maria Giulini und Bernard Haitink auf. Seit den 1960er Jahren unterrichtete er Komposition und Orchestration am Prins Claus Conservatorium in Groningen und am Conservatorium van Amsterdam.
Daneben arbeitete er in dieser Zeit als psychiatrischer Berater in einem Hospital in Amsterdam und publizierte in den Zeitschriften Netherlands Medical Review, Mens en Melodie und Algemeen Dagblad. Nachdem er aus gesundheitlichen Gründen 1968 seine aktive Laufbahn als Pianist beendet hatte, arbeitete er als Psychotherapeut. Mit der Arbeit Sublimatie-stoornissen bĳ kunstenaars erlangte er 1981 den Doktorgrad an der Universiteit van Amsterdam.
Neben einer Oper, die mehrfach an der De Nationale Opera aufgeführt wurde, komponierte Henkemans u. a. mehrere Instrumentalkonzerte, die von Solisten wie Phia Berghout, Theo Olof, Bernard Kruysen, Garrick Ohlsson, Isabelle van Keulen und Dmitri Ferschtman aufgeführt wurden, Vokalwerke und Kammermusik. Sein Bericht aan de levenden (1965), ein Auftragswerk der Artists 1942–1945 Resistance Foundation, wird seit der Uraufführung im Mai 1965 jährlich aufgeführt.

## Werke
- Piano Concerto für Klavier und Streichorchester, 1932
- Passacaglia and Gigue für Klavier und Orchester, UA 1945
- Concerto per violino ed orchestra, 1950
- Concert voor Harp en Orkest, 1955
- Bericht aan de levenden für Erzähler, Chor und Orchester nach einem Text von Henk van Randwijk, (1965)
- Winter Cruise, Oper (eigenes Libretto nach W. Somerset Maugham), 1977
- Cello concerto 1988–89